# Counting Crows
Counting Crows é uma banda estadunidense de rock alternativo. Tem como vocalista Adam Duritz, e entre seus maiores sucessos as músicas "Mr. Jones", do álbum August and Everything After, que foi uma das músicas mais tocadas nas rádios do mundo todo, e "Accidentally In Love", que estourou nas paradas depois de fazer parte da trilha sonora do filme Shrek 2. Foi formada em 1991 em São Francisco pelo vocalista Adam F. Duritz e o guitarrista David Bryson.
De acordo com a página oficial da banda, já venderam cerca de 20 milhões de álbuns no mundo.

## Origens do nome da banda
Adam Duritz e David Bryson começaram tocando juntos em São Francisco, já utilizando o nome de Counting Crows. O nome é proveniente do poema britânico One for Sorrow, do século XVIII, que fala sobre a antiga superstição que relacionava sorte à contagem de gralhas. Duritz ouviu a rima no filme Signs of Life. Duritz e Bryson resolveram manter o nome da banda, mesmo quando outros integrantes passaram a fazer parte do Counting Crows.
A versão mais comum deste poema:
One for sorrow,
Two for joy,
Three for a girl,
Four for a boy,
Five for silver,
Six for gold,
Seven for a secret never to be told
O poema é citado integralmente no primeiro álbum da banda (August and Everything After) na música “A Murder of One”, sendo precedido pelos versos "Well I dreamt I saw you walking up a hillside in the snow/Casting shadows on the winter sky as you stood there/counting crows...".

## História

### 1991-92 - Formação e primeiros anos
Adam Duritz, formador da banda The Himalayans, e o produtor e guitarrista David Bryson formaram o Counting Crows em São Francisco em 1991. No começo, tratava-se de um duo acústico. O guitarrista David Immerglück também tocava com eles na época, mesmo não sendo um membro oficial do grupo. Immerglück ajudou nas gravações das primeiras demos, mas recusou entrar para o grupo, por já fazer parte de outras bandas locais. Em 1993, o Counting Crows tinha como formação Duritz, Bryson, Matt Malley, Charlie Gillingham e Steve Bowman. No mesmo ano, assinaram com a Geffen Records para a gravação de seu primeiro disco.
Antes de assinar com a Geffen, a banda já tinha gravado algumas demos, conhecidas como ‘Flying Demos’. Entre as faixas gravadas nesta demo, estão "Rain King", "Omaha", "Anna Begins", "Einstein on the Beach (For an Eggman)", "Shallow Days", "Love and Addiction", "Mr. Jones", "Round Here", "40 Years", "Margery Dreams of Horses", "Bulldog", "Lightning", e "We're Only Love". Algumas destas músicas entraram no primeiro álbum do grupo, August and Everything After.

### 1993–94:August and Everything Aftere o sucesso mundial
August and Everything After foi lançado em 14 de setembro de 1993, produzido por T-Bone Burnett. O álbum recebeu boas críticas (entre elas, da revista Rolling Stone norte americana) e músicas como “Mr. Jones” e “Round Here” garantiram expressivas vendagens (algo em torno de 7 milhões de discos segundo o site oficial da banda). Nesta época, Dan Vickrey tornou-se membro da banda. Mesmo com todo o sucesso, Steve Bowman deixou o Counting Crows e Duritz começou a sofrer crises nervosas.

### 1995–98:Recovering the Satellitese o álbum duplo ao vivo
Durante o ano de 1995, Duritz escreveu a base do que seria o segundo álbum da banda, Recovering the Satellites. Lançado em 15 de outubro de 1996, o álbum contém músicas que, entre outras temáticas, tratam da fama e dos problemas que ela pode trazer, como nas músicas “Have You Seen Me Lately?” "Recovering the Satellites". "A Long December" foi o maior sucesso do disco.
Em julho de 1997, Duritz desenvolveu nódulos nas cordas vocais, e teve que cancelar algumas apresentações. Depois de alguns meses de descanso, a banda voltou a fazer shows ainda em 1997. Em 13 de julho de 1998, o álbum duplo Across a Wire: Live in New York City foi lançado, contendo versões acústicas e performances ao vivo da banda.

### 1999–2001:This Desert Life
Em 1999, o Counting Crows participou do festival Woodstock 99. Nesta época, David Immerglück foi convidado novamente e finalmente aceitou fazer parte da banda como membro permanente.  A banda lançou seu terceiro álbum de estúdio, This Desert Life, no primeiro dia de novembro de 1999. As músicas "Hanginaround" e "Colorblind" foram os maiores sucessos do disco, esta segunda fazendo parte da trilha sonora do filme Segundas Intenções. Para divulgar o álbum, o Counting Crows fez uma turnê como a banda Live.

### 2002–03:Hard Candye “the best of”
Em 09 de julho de 2002, a banda lançou seu quarto álbum de estúdio, Hard Candy, o álbum mais pop do grupo até então. O álbum conta com participações de Vanessa Carlton, na cover de “Big Yellow Taxi”, de Joni Mitchell, e de Sheryl Crow, no primeiro single “American Girls”. No meio da turnê de divulgação, o baterista Ben Mize deixou o grupo, e foi substituído por Jim Bogios, ex-baterista de Ben Folds e Sherly Crow. Ainda durante esta turnê, o baixista Matt Malley deixou a banda, sendo substituído por Millard Powers.
Em 25 de novembro de 2003, a banda lançou sua coletânea de maiores sucessos, chamada Films About Ghosts. O nome da coletânea é parte da letra da música "Mrs. Potter's Lullaby," do disco This Desert Life (“If dreams are like movies/then memories are films about ghosts”).

### 2004–06: Indicação ao Oscar eNew Amsterdam: Live at Heineken Music Hall
Em 2004, a música "Accidentally in Love"  fez muito sucesso como trilha sonora do filme Shrek 2. A música foi indicada ao Oscar e versões posteriores da coletânea Films About Ghosts passaram a incluir a música. A música não ganhou o prêmio, perdendo para "Al otro lado del rio" de Jorge Drexler.
Em 19 de junho de 2006 a banda lançou New Amsterdam: Live at Heineken Music Hall, um registro ao vivo da turnê de divulgação de Hard Candy. “Hazy” foi a única inédita do Counting Crows neste disco, composta conjuntamente por Adam Durtiz e Gemma Hayes.

### 2007–09:Saturday Nights & Sunday Morningse a saída da Geffen
Depois de apresentar algumas novas músicas durante diversos shows em 2007, a banda acabou se atrasando para lançar seu novo álbum de estúdio, que acabou adiado para 2008. Esse atraso se deu, em parte, por causa do relançamento do álbum August and Everything After em versão de luxo. Finalmente Saturday Nights & Sunday Mornings foi lançado em 25 de março de 2008. Segundo Duritz, embora não seja um álbum duplo, esse trabalho foi pensado com um duplo conceito; a primeira parte do álbum traz canções mais pesadas (parte Saturday Nights) e a segunda parte contém músicas mais suaves e tranquilas (Sunday Mornings).
Em março de 2009, a banda anunciou sua saída da Geffen, depois de 18 anos. A divulgação do álbum Saturday Nights & Sunday Mornings continuou pela turnê Saturday Night Rebel Rockers Traveling Circus and Medicine Show, que contava com as bandas Spearhead e Augustana.

### 2010–13: Lançamentos independentes e projetos individuais
Ao final da turnê de divulgação do álbum Saturday Nights & Sunday Mornings, o grupo fez uma pausa em suas atividades. Surgiram então projetos individuais. Duritz lançou o EP de covers All My Bloody Valentines, gravado em fevereiro de 2011. Em agosto de 2011 a banda lançou August and Everything After: Live at Town Hall, registro ao vivo de seu primeiro álbum, na íntegra. Nesse mesmo período, Duritz procurava se tratar de seu vício em remédios. Vickrey e Bogios lançaram o projeto The Tender Mercies em outubro de 2011.
Ainda em 2011 a banda começou a gravar seu próximo álbum, que seria na verdade uma coleção de covers de artistas como Travis, Dawes, Big Star, Sordid Humor, entre outros. O resultado foi o disco Underwater Sunshine (Or What We Did On Our Summer Vacation), lançado em 10 de abril de 2012.
Depois de extensas turnês em 2012 e 2013 para divulgação de seu último disco, a banda começou a trabalhar em novas músicas. Em abril de 2013 foi lançado outro álbum ao vivo, Echoes of the Outlaw Roadshow, registrando performances desta última turnê.

### 2014:Somewhere Under Wonderland
Durante o final de 2013 e começo de 2014 a banda gravou Somewhere Under Wonderland, seu sexto álbum de inéditas. Deixando a divulgação independente, para a promoção do disco, a banda assinou com a Capitol Records. O disco teve como primeiro single "Palisades Park".
Em 2019, depois de 25 anos, o Counting Crows lançou oficialmente a música "August and Everything After", que deu nome ao primeiro álbum da banda, mas que não entrou no disco na ocasião . O lançamento foi feito em parceria com a Amazon.

### 2021–2025:Butter Miracle
Depois de sete anos sem lançar um novo álbum, a banda lançou o EP Butter Miracle, suite one em maio de 2021, com quatro músicas inéditas. O single escolhido para divulgar o trabalho foi a música "Elevator Boots". Adam Duritz disse à revista Rolling Stone que pretende lançar um EP complementar (Suite two) formando assim um álbum completo. Em 2025 a banda lança Butter Miracle, The Complete Sweets! disco contendo as quatro músicas do EP de 2021 e mais cinco músicas inéditas. O single escolhido para promover o disco foi "Spaceman in Tulsa".

## Formação
- Adam Duritz - vocal principal, piano, wurlitzer, tamborin
- David Immergluck - guitarra, baixo, citarra elétrica, mandolin, vocal
- Dan Vicrey - guitarra, citarra, banjo, vocal
- Charles Gillingham - piano, órgão, acordeon, mellotron, vocal
- Jim Bogios - bateria, percussão, vocal
- David Bryson - guitarra, dobro, vocal
- Millard Powers - baixo, piano, backing vocals

## Ex-membros da banda
- Matt Malley - guitarra, baixo duplo, vocal
- Ben Mize - bateria, percussão, tamborin, bulbs, vocal
- Steve Bowman - bateria, vocal

## Discografia

### Discografia oficial
- August and Everything After (1993)
- Recovering the Satellites (1996)
- This Desert Life (1999)
- Hard Candy (2002)
- Saturday Nights & Sunday Mornings (2008)
- Somewhere Under Wonderland (2014)
- Butter Miracle, The Complete Sweets! (2025)

### EP
- Butter Miracle, suite one (2021)

### Album cover
- Underwater Sunshine (2012)

### Ao vivo
- Across a Wire: Live in New York City (1998)
- New Amsterdam: Live at Heineken Music Hall February 4–6, 2003 (2006)
- iTunes Live from SoHo (2008)
- August and Everything After: Live at Town Hall (2011)
- Live in New York City 1997 (2012)
- Echoes of the Outlaw Roadshow (2013)

### Compilações
- Films About Ghosts (The Best Of...) (2003)
- Aural 6 (2008)

## Singles
| Ano  | Música                                                 | US Hot 100 | Modern Rock Tracks | \|US Adult Top 40 | UK Singles Chart | Álbum                               |
| ---- | ------------------------------------------------------ | ---------- | ------------------ | ----------------- | ---------------- | ----------------------------------- |
| 1993 | "Mr. Jones"                                            | -          | 2                  | -                 | 28               | August and Everything After         |
| 1994 | "Round Here"                                           | -          | 7                  | -                 | -                | August and Everything After         |
| 1994 | "Einstein on the Beach (For an Eggman)"                | -          | 1                  | -                 | -                | DGC Rarities Volume 1               |
| 1995 | "Rain King"                                            | -          | 3                  | -                 | -                | August and Everything After         |
| 1995 | "A Murder of One"                                      | -          | -                  | -                 | -                | August and Everything After         |
| 1996 | "Angels of the Silences"                               | -          | 3                  | -                 | -                | Recovering the Satellites           |
| 1997 | "Daylight Fading"                                      | -          | 26                 | 20                | -                | Recovering the Satellites           |
| 1997 | "A Long December"                                      | -          | 5                  | 6                 | -                | Recovering the Satellites           |
| 1999 | "Hanginaround"                                         | 28         | 17                 | 5                 | -                | This Desert Life                    |
| 2000 | "Mrs. Potter's Lullaby"                                | -          | -                  | 40                | -                | This Desert Life                    |
| 2000 | "All My Friends"                                       | -          | -                  | -                 | -                | This Desert Life                    |
| 2002 | "American Girls"                                       | -          | -                  | 24                | 33               | Hard Candy                          |
| 2002 | "Miami"                                                | -          | -                  | -                 | -                | Hard Candy                          |
| 2003 | "Big Yellow Taxi"                                      | 42         | -                  | 5                 | 13               | Hard Candy                          |
| 2003 | "If I Could Give All My Love (Richard Manuel Is Dead)" | -          | -                  | -                 | -                | Hard Candy                          |
| 2004 | "Holiday in Spain" (com Bløf)                          | -          | -                  |                   | -                | Hard Candy                          |
| 2004 | "She Don't Want Nobody Near"                           | -          | -                  | 20                | -                | Films About Ghosts (The Best Of...) |
| 2004 | "Accidentally in Love"                                 | 39         | -                  | 3                 | 28               | Shrek 2 Soundtrack                  |
| 2008 | "1492"                                                 | —          | —                  | —                 | —                | Saturday Nights & Sunday Mornings   |
| 2008 | "You Can't Count on Me"                                | —          | —                  | 34                | —                | Saturday Nights & Sunday Mornings   |
| 2014 | "Palisades Park"                                       | —          | —                  | —                 | —                | Somewhere Under Wonderland          |